# Річард Столмен
Рі́чард Ме́тью Сто́лмен (англ. Richard Stallman; часто rms (за ініціалами); нар. 16 березня 1953, Нью-Йорк) — засновник руху вільного ПЗ, проєкту GNU, Фонду вільних програм та Ліги за свободу програмування. ІТ-пропагандист, автор концепції «копілефту», покликаної захищати ідеали руху; цю концепцію він пізніше втілив у ліцензії GNU General Public License (GNU GPL) для комп'ютерних програм.
Столмен також відомий програміст. До програм його авторства належать, зокрема, GNU Emacs, компілятор GNU Сі (GCC) і зневаджувач GNU (GDB). З середини 1990-х років, Столмен програмує значно менше, працюючи над поширенням ідей вільного ПЗ. Тепер[коли?] він продовжує розробляти лише GNU Emacs. Річард Столмен веде скромний спосіб життя мандрівного «євангеліста» і «філософа» руху вільних програм.

## Коротка біографія

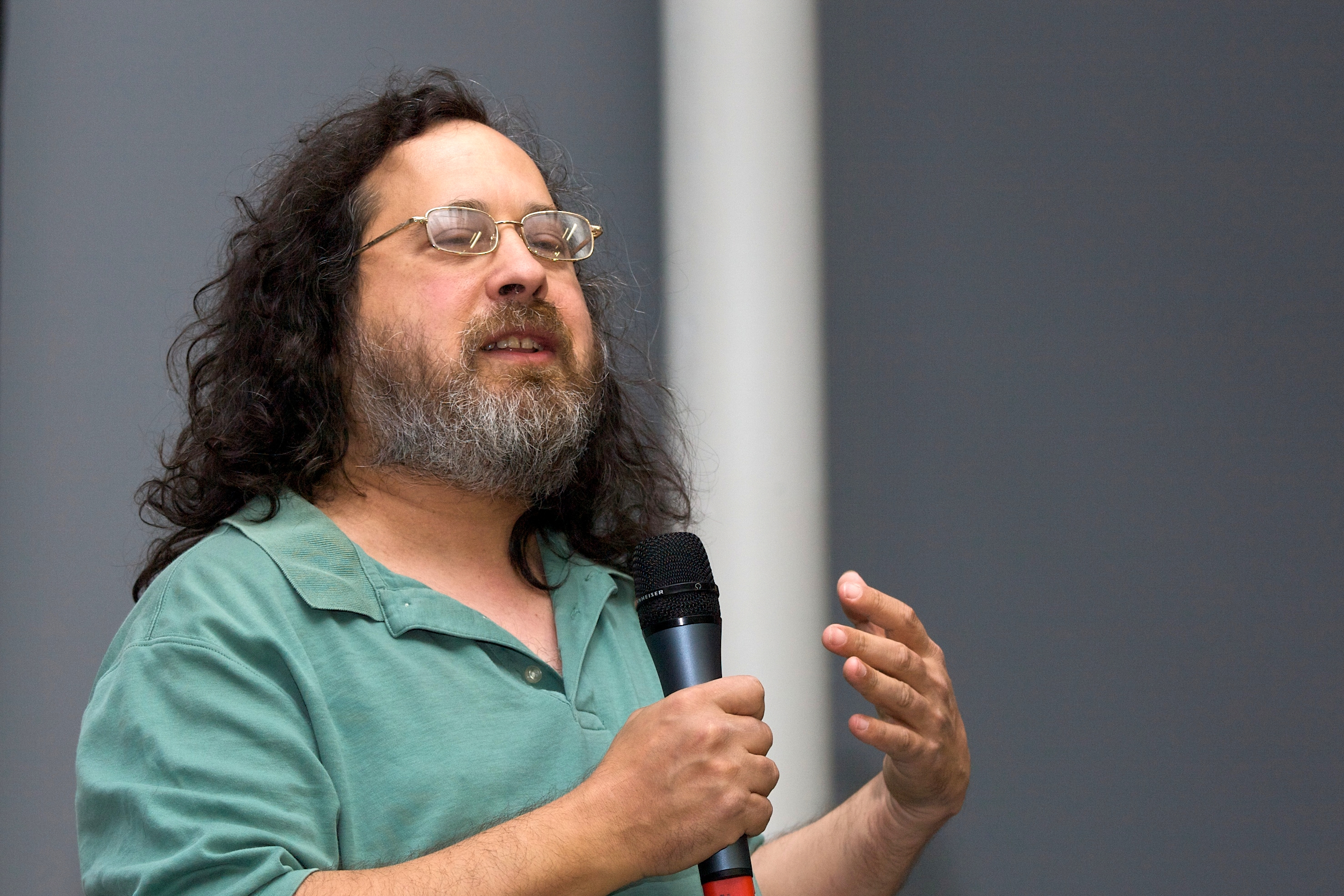
Річард Столмен каже промову "Вільне ПЗ і Ваша свобода" (2008)

Річард Столмен народився 16 березня 1953 року в місті Нью-Йорк, в сім'ї євреїв Деніеля Столмена та Еліс Ліпман. В 1974 році закінчив Гарвард і вступив до Масачусетського технологічного інституту. Згодом відмовився від планів отримання подальшої наукової освіти, але залишився в МТІ працювати програмістом в лабораторії штучного інтелекту. В січні 1984 року залишив роботу в МТІ, щоб присвятити себе роботі над проєктом GNU, який він заснував у вересні 1983.
Лауреат премії імені Ґрейс Мюрей Гоппер (1990).

## Вільне ПЗ та термінологія
Протягом багатьох років бореться за чистоту та точність своєї термінології. Проблема ускладнена в англійській мові тим, що «вільне» та «безоплатне» позначається одним і тим же словом «free». В наш час[коли?] (зокрема з підтримкою комерційних компаній) більш розповсюдженим стало альтернативне найменування «Open Source» («відкриті вихідні коди»), хоча таке ПЗ зазвичай є також і вільним. Столмен, однак, зовсім не згоден із вживанням цього терміна (щонайменше, відносно програм, захищених ліцензіями GNU GPL та LGPL), оскільки цей термін приховує, що справжня мета такого ПЗ — свобода. Не зважаючи на це, люди та групи, котрі не солідарні з моральною філософією Столмена або які до неї байдужі, дуже часто змішують поняття «вільне програмне забезпечення» та «відкрите ПЗ».
За вищевказаними причинами Столмен також переконаний, що потрібно говорити «власницьке ПЗ»  (англ. proprietary) замість «ПЗ з закритим вихідним кодом», якщо ПЗ, про яке йде мова, не може вільно поширюватися, використовуватися або модифікуватися. Столмен також вважає помилковим уживання збірного поняття «інтелектуальна власність» і стверджує, що про авторське право, патенти, торгові марки і тому подібні обставини треба говорити окремо.
Столмен дуже серйозно ставиться до термінології. Наприклад, він дає інтерв'ю лише тим журналістам, які згодні вживати його термінологію в статті про нього. Широко відомо його вимогу називати систему з ядром Linux і середовищем GNU — GNU/Linux, оскільки така назва вказує на походження.

## Приватне життя
Річард Столмен - філкер, і на його сайті, та на сайті проєкту GNU розміщені його пісні на різні теми.
Столмен радить не користуватися мобільними телефонами, тому, що він вважає, що можливість визначення поточного місцезнаходження телефону може створити різні проблеми для абонента.
Він пояснює, що при "звичайному" (кнопковому) вимкненні телефон насправді не є вимкненим, і продовжує надсилати зворотні сигнали за допомогою методу тріангуляції (див. безпровідна тріангуляція), так що можливість визначати розташування і прослуховувати користувача залишається надалі. В зв’язку з цим Річард також радить виймати батарею з мобільного телефону.

## Тяжздво
Тяжздво (слово, утворене об'єднанням слів тяжіння та Різдво; англ. Grav-mass) - це свято, що відзначається 25 грудня щороку, на честь дня народження англійського фізика Ісаака Ньютона, який розробив теорію всесвітнього тяжіння. Ідея святкування цього дня належить Річарду Столмену. Цього дня люди святкують існування збагненних законів фізики. Так як, згідно з легендою, Ньютон відкрив свій закон в результаті падіння яблука, цього дня рекомендується наряджати дерева яблуками або іншими фруктами, але так, щоб фрукти інколи падали, показуючи в дії закон всесвітнього тяжіння.